# Castellucchio
Castellucchio és un municipi situat al territori de la província de Màntua, a la regió de la Llombardia (Itàlia).
Castellucchio limita amb els municipis de Curtatone, Gazoldo degli Ippoliti, Marcaria i Rodigo.
Pertanyen al municipi les frazioni de Gabbiana, Ospitaletto Mantovano, San Lorenzo i Sarginesco.

## Galeria

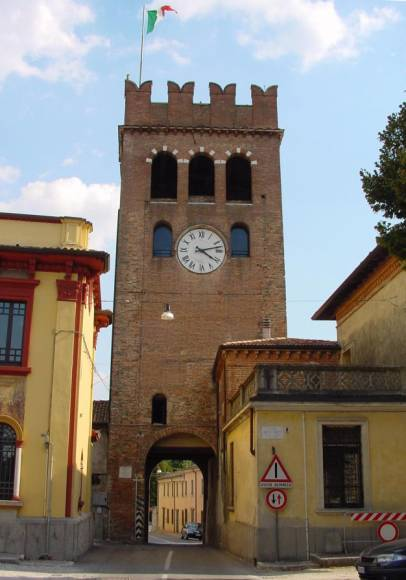
Torre medieval